# Yannick Franke
Yannick Ayrton Franke (* 21. Mai 1996 in Haarlem, Niederlande) ist ein niederländischer Basketballspieler.

## Laufbahn
Franke spielte in der Jugend der Harlemlakers Amsterdam. Im Herbst 2013 gab er bei Zorg en Zekerheid Leiden seinen Einstand in der höchsten Spielklasse der Niederlande und wechselte im Dezember 2013 innerhalb der Liga zu Challenge Sports Rotterdam.
In der Saison 2014/15 führte Franke die Korbjägerliste der ersten niederländischen Liga mit einem Punkteschnitt von 19,6 pro Begegnung an, stand im Folgespieljahr zunächst in Diensten von Donar Groningen, ehe er im März 2016 erstmals ein Auslandsangebot annahm und zum finnischen Erstligisten Bisons Loimaa wechselte. Dort erzielte der Niederländer 7,5 Punkte je Einsatz.
Im September 2016 unterschrieb er einen Dreijahresvertrag beim griechischen Erstligaaufsteiger Promitheas Patras BC, verließ die Mannschaft aber kurz darauf wieder. Mitte Oktober 2016 wurde er von der griechischen Spitzenmannschaft AEK Athen als Neuzugang vorgestellt. Auch diese Vereinbarung wurde wenig später wieder aufgelöst, Franke kam für AEK nicht zum Einsatz, im Januar 2017 wechselte der Niederländer zu KK Zadar nach Kroatien. In der kroatischen Liga brachte er es auf sechs Einsätze (7,2 Punkte/Spiel), in der Adriatischen Basketballliga stand Franke in sieben Spielen für Zadar auf dem Feld und erzielte im Schnitt 5,9 Punkte je Begegnung.
In der Saison 2017/18 stand der Niederländer bei Dolomiti Energia Trentino in der italienischen Serie A unter Vertrag und verbuchte in 37 Spielen 3,7 Punkte pro Einsatz. Auch am europäischen Vereinswettbewerb Eurocup nahm Franke mit der Mannschaft teil (14 Spiele: 6,3 Punkte im Durchschnitt).
Franke setzte seine Laufbahn in Litauen fort und verstärkte im Spieljahr 2018/19 den Erstligisten Pieno žvaigždės, für den er es in 31 Ligaeinsätzen auf 14 Punkte je Begegnung brachte. In der Sommerpause 2019 wechselte der Niederländer nach Deutschland und unterschrieb einen Vertrag beim Bundesliga-Neuling Hamburg Towers. Der Hamburger Trainer Michael Taylor war auf Franke aufmerksam geworden, als er in seiner Funktion als polnischer Nationaltrainer in einem Länderspiel gegen die Niederlande antrat. In der Bundesliga erzielte Franke für Hamburg in 20 Spielen im Schnitt 13,2 Punkte. Im August 2020 wurde er vom französischen Zweitligisten SLUC Nancy Basket unter Vertrag genommen, Mitte Dezember 2020 verließ er die Mannschaft in Richtung Start Lublin (Polen). Mit Lublin wurde er polnischer Vizemeister, zur Saison 2021/22 wechselte er innerhalb Polens zu Trefl Sopot. E erzielte für die Mannschaft im Mittel 15,4 Punkte und 3,7 Korbvorlagen je Begegnung, Ende März 2022 nahm er ein Angebot von BC Andorra aus der spanischen Liga ACB an. Für Andorra bestritt er bis zum Ende der Saison 2021/22 neun ACB-Einsätze und erzielte im Mittel 6,2 Punkte je Begegnung.
Im Sommer 2022 wurde er von PAOK Thessaloniki (Griechenland) verpflichtet. Franke wechselte zur Spielzeit 2023/24 zum spanischen Erstligisten Palencia Baloncesto. Für Palencia brachte er es in 19 Ligaeinsätzen im Durchschnitt auf 11 Punkten. Ende Februar 2024 gab der türkische Verein ONVO Büyükçekmece die Verpflichtung des Niederländers bekannt. Franke war in der Saison 2024/25 mit durchschnittlich 17,6 Punkten je Begegnung einer besten Korbschützen der türkischen Liga. Im Sommer 2025 nahm er ein Angebot von Petkimspor an.

## Auszeichnungen
- Bester Korbschütze der DBL: 2014/15
- DBL Most Valuable Player U23: 2014/15
- DBL Most Improved Player: 2014/15
- DBL All-Rookie Team (2014)
- DBL All-Star: 2015[25]

## Familie
Franke stammt aus einer Basketball-Familie. Vater Rolf war in den 1990er Jahren achtmaliger niederländischer Basketballmeister, bestritt 60 Länderspiele und war von 2018 bis 2020 Trainer des ZZ Leiden. Großvater Wim gehörte in den 1960er Jahren zu den besten Basketballspielern des Landes und kam auf 47 Länderspieleinsätze.